# Renon

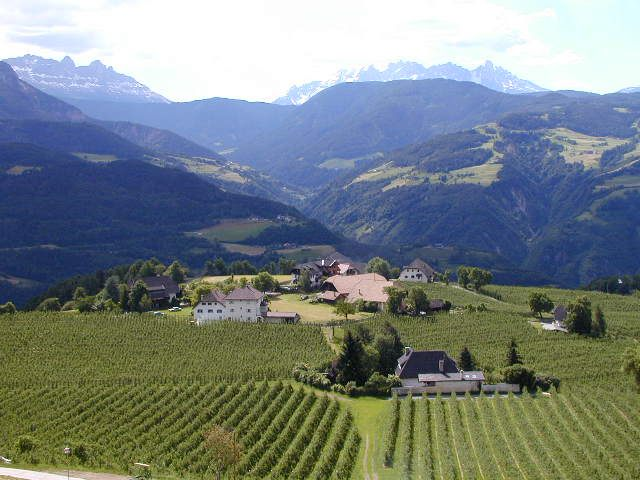
Ritten

Renon (tiếng Đức: Ritten) là một đô thị ở Nam Tirol trong vùng Trentino-Nam Tirol của Ý, Tại thời điểm ngày 31 tháng 12 năm 2004, đô thị này có dân số 7.144 người và diện tích là 111 km².
Đô thị Ritten có các frazioni (các đơn vị cấp dưới, chủ yếu là các làng) Auna di Sopra (Oberinn), Auna di Sotto (Unterinn), Castel Novale, Campodazzo, Collalbo, Costalovara, Longomoso (Lengmoos), Longostagno (Lengstein), Madonnina, Monte di Mezzo (Mittelberg), Pietrarossa (Rotwand), Soprabolzano (Oberbozen), Signato (Signat) và Vanga (Wangen).
Ritten giáp các đô thị: Barbiano, Bolzano, Castelrotto, Cornedo all'Isarco, Fiè allo Sciliar, San Genesio Atesino, Sarentino và Villandro.